# Montoro Superiore
Montoro Superiore – miejscowość i gmina we Włoszech, w regionie Kampania, w prowincji Avellino.
Według danych na I 2009 gminę zamieszkiwały 8684 osoby przy gęstości zaludnienia 425,7 os./1 km².
3 grudnia 2013 nastąpiła likwidacja gminy, a Montoro Superiore wraz z Montoro Inferiore stało się częścią gminy Montoro.